# 基奇缅加农村居民点
基奇缅加农村居民点（俄语：Сельское поселение Кичменгское）是俄罗斯联邦沃洛格达州基奇缅加镇区所属的一个农村居民点。其下辖有135个居民点，行政中心为基奇缅加镇。据2015年统计，该农村居民点的人口为4822人。